# Attentati di Grand-Bassam del 2016
Il 13 marzo 2016, tre uomini armati hanno attaccato un hotel a Grand-Bassam, in Costa d'Avorio, uccidendo 16 civili e 3 soldati delle forze speciali.
Al momento dell'attacco, nell'hotel Etoile du Sud erano presenti numerosi stranieri. Gli aggressori sono stati descritti come africani, armati di Kalashnikov e vestiti con abiti casual e passamontagna. Una sparatoria si è verificata quando i terroristi hanno raggiunto La Paillote Hotel. I residenti locali e i turisti sono stati evacuati dal personale dell'esercito dalla spiaggia e dall'hotel.
Al-Qaida nel Maghreb islamico (AQIM) e Al-Murabitun hanno rivendicato l'attacco. Il 17 marzo, AQIM ha pubblicato i nomi degli attentatori: Hamza al-Fulani e Abu Adam al-Ansari di al-Murabitun e Abderrahmane al-Fulani.
| Nazionalità             | Morti |
| ----------------------- | ----- |
| Costa d'Avorio          | 10    |
| Francia                 | 4     |
| Libano                  | 2     |
| Nigeria                 | 1     |
| Germania                | 1     |
| Repubblica di Macedonia | 1     |
| Totale                  | 19    |